# Cerkev Marijinega vnebovzetja, Kanal
Župnijska cerkev Marijinega Vnebovzetja v Kanalu leži na glavnem trgu, v neposredni bližini mostu čez reko Sočo.

## Zgodovina
Kanalska kaplanija je obstajala že v 13.stoletju, zato naj bi bila na mestu današnje cerkve že stala mala cerkvica, kot je bilo pisano v eni od listin kanalskega župnijskega arhiva. Omenjena je že v listinah iz leta 1296. Tudi pergamentno pismo iz leta 1389 govori, da so v tistem času že "redno opravljali službo božjo". Cerkev je nekoč predstavljala glavno točko mestnega naselja. Oblika prvotne cerkve je neznana. Ker stara cerkvica ni več odgovarjala potrebam naraščajočega prebivalstva, so zgradili novo, gotsko, kot dokazuje napis na prvem oporniku južne stene prezbiterija v gotski minuskuli "incepcio chori - anno domini m cccc xxx pmo" (1431) in konsakracijske listine iz leta 1439. Cerkev je tedaj posvetil goriški škof Kristof.
Po požaru, ki ga je povzročila stena leta 1632, so skoraj celotno cerkev restavrirali in barokizirali. Za popravilo cerkve so morale prispevati svoj delež skoraj vse okoliške župnije. Ko so bila leta 1670 dela končana, je cerkev ponovno posvetil ljubljanski škof Jožef Rabatta.

## Arhitektura in notranjost
Župnijska cerkev v Kanalu leži nekako sredi naselja in je vključena v pravokotni trg, vendar ni obrnjena proti trgu, kot so običajno druge cerkve, ampak meji nanj s stransko, južno steno. Do tega je prišlo zato, ker je okoli cerkve stalo obzidano pokopališče, vse do leta 1782, ko so ga preselili k cerkvi svete Ane.
Celotno zgradbo, ki je dolga 30 m, danes sestavljata 6 m širok, trostrano zaključen prezbiterij in podolžna, pravokotna ladja, široka 10 m. Na severozahodni strani ladje je 35 m visok zvonik, na vzhodno steno severne kapele je prislonjena zakristija.
Prezbiterij je monumentalna gotska trostrano zaključena stavba. Prvotnim, kasneje barokiziranim oknom so leta 1899, ob času cerkvene regotizacije, dali mišljeno prvotno obliko iz 15.stoletja (nova vitražna okna so iz leta 1991). Ustvarili so navidezno arhitekturo toskanskega reda. Z zvezdasto obočno shemo in tridelnimi polkrožnimi služniki, ki zlogujejo ritem sten, se prezbiterij kanalske cerkve uvršča med najzanimivejše dvoranske prezbiterije v Soški dolini.
Velik oltar (iz leta 1760) je baročen in beneško občuten je delo goriške kamnoseške delavnice pod vplivom beneške umetniške šole. Kararski marmornati baldahinski oltar krasita kipa sv. Valentina in sv. Janeza Nepomuka, ki v rokah drži križ in palmo. Med tremi stebri stojita na desni strani tabernaklja, sveti Pavel in na levi strani sveti Peter. Strogost in zadržanost stebriščnega reda se razgiba šele v krivinah kupole s kopico oblakov in angelskih glavic tik pod kupolo. Angelske glavice so zbrane v venec okrog reliefa, ki predstavlja goloba s krili razpetimi nad veliko črko M. Ta relief je simbol Marijinega oznanjenja, ko je sv. Duh razsvetlil Marijo. Oltarna slika Vnebovzete Matere Božje je iz leta 1960, na leseno podlago pa jo je naslikal Otmar Črnilogar.